# Maison à pans de bois de Gaillon
La Maison à pans de bois de Gaillon est un monument de la ville de Gaillon dans l'Eure.

## Histoire
La bâtisse date du XVIe siècle. Sa façade, rectiligne sur l'ancienne rue Grande, puis place de l'Église (changement attesté à partir de 1911 - Recensement des populations, op. cit.), en encorbellement double, comporte des têtes grotesques sculptées en consoles.
Située en contrebas du château de Gaillon, la maison à colombages reçoit au rez-de-chaussée des fonds de commerce. Les cartes postales d'archives montrent au moins trois agencements commerciaux successifs tels le magasin « Nouveautés », le « Café de la Paix » ou une « hostellerie », et deux à trois enseignes au nom de leur exploitant, tel le coiffeur Albert Dietsch au no 10, Georges Schneider cordonnier en 1891. En 1943, les habitations constitutives de l'immeuble sont numérotées de 10 à 16, soit quatre lots.
Début 2024, la municipalité a approuvé une convention de constitution d'une réserve foncière dans le but de réunir les titres de propriété assis sur le monument au bénéfice de la commune.

## Protection
Elle est classée au titre des monuments historiques depuis 1943.

## Galerie

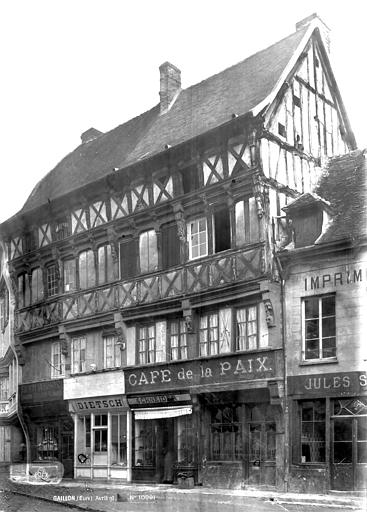
Les commerces ; cliché d'avril 1891 - Jean-Eugène Durand photographe.
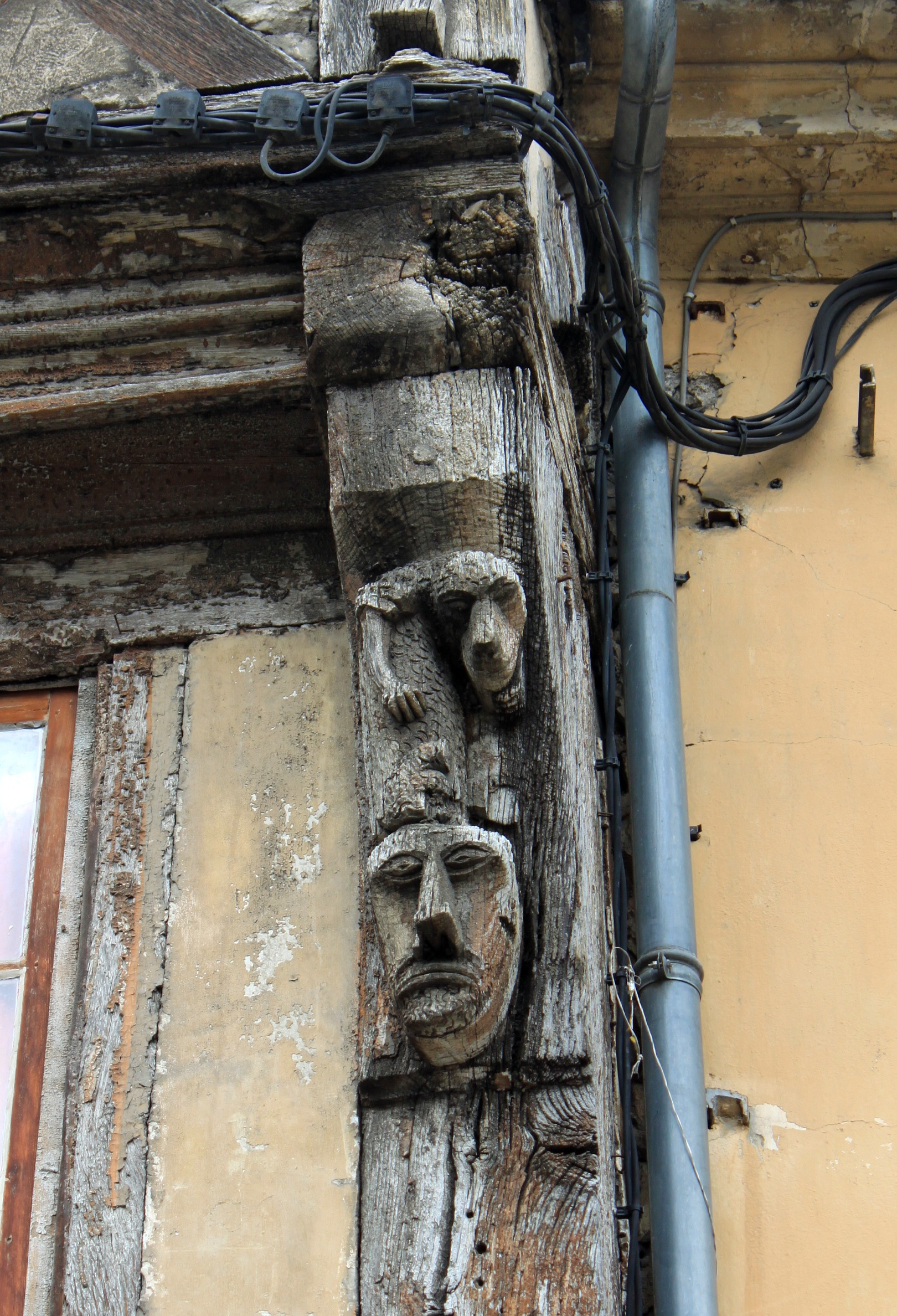
Un détail de sculpture au XXIe siècle.